# Jasper Erkens
Jasper Erkens (Diest, 1 oktober 1992) is een Vlaamse singer-songwriter / producer. 

## Levensloop
Als vijftienjarige deed Erkens op 11 januari 2008 mee aan de voorronden van Humo's Rock Rally. Uiteindelijk werd hij tweede in de finale (na Steak Number Eight), en bovendien kreeg hij de publieksprijs.

### België
In 2009 trad hij op tijdens Humo's Pop Poll De Luxe in het Sportpaleis te Antwerpen. Het nummer Waiting Like a Dog en zijn versie van Gnarls Barkley's Crazy werden veel gedraaid op de Vlaamse radiozenders. Waiting Like a Dog behaalde de eerste plaats in De Afrekening van Studio Brussel. Zijn single The Brighter Story kwam eveneens op één in De Afrekening en stond daarnaast meerdere weken in de Ultratop 50. Zijn debuut-cd werd geproduceerd door Fritz Sundermann en ingespeeld door onder anderen Sundermann en Patrick Riguelle.
Erkens speelde in het voorprogramma van Adele en Colbie Caillat en bracht in april 2009 een uitverkocht concert in de Ancienne Belgique te Brussel. Op 4 juli 2009 stond hij als jongste artiest uit de geschiedenis op Rock Werchter. Op 4 oktober dat jaar nam hij de videoclip voor zijn nieuwe single The Brighter Story op, samen met meer dan 200 figuranten. Het thema was Woodstock. Op 11 oktober gaf hij een optreden tijdens de TMF Awards in het Sportpaleis en sleepte hij bovendien de prijzen voor 'best male artist nationaal', 'best new artist nationaal' en 'best video' in de wacht. Hij was ook genomineerd voor 'best live' en 'best album'.
Op 8 januari 2010 won Erkens een van de MIA's van 2009, namelijk die voor 'beste doorbraak'.

### Londen
Op aanraden van Adele deed Erkens auditie aan de BRIT School voor Uitvoerende Kunsten en Technologie en werd hij als eerste niet-Brit toegelaten aan deze academie. Twee jaar later studeerde hij af. Erkens bleef zijn vaardigheden als producer en songwriter verder ontwikkelen door samen te werken met onder anderen Eg White, Amanda Ghost en Justin Parker.
In 2014 bracht hij een EP uit onder het pseudoniem Altrego. Deze ep werd gemixt en mede geproduceerd door Valgeir Sigurðsson. In datzelfde jaar speelde Erkens onder de naam Altrego op Rock Werchter, Pukkelpop en verschillende Britse festivals en in clubs.

### Amsterdam
Na vier jaar in Londen vertoefd te hebben, verhuisde Erkens naar Amsterdam, waar hij zijn voorliefde voor popmuziek herontdekte. Hij tekende een contract bij Universal Music en begon samen met Jim Eliot aan de opnamen van zijn tweede album, Drawing a Line, die in 2017 verscheen. Tussendoor speelde Erkens tevens de support act van legendarisch Britse rockgroep 10CC doorheen de Benelux. In 2020 slaat Erkens het onafhankelijke pad in en benut deze vrijheid met de creatie van zijn derde studio album 'Limbo Terminal' (2021), over het wachtkamer-gevoel dat de pandemie met zich mee bracht, gevolgd door het album 'Artificial Messiah™' (2023) over de link tussen artificiële intelligentie en geloof, beide geproducet door Erkens zelf. Discografie:
- 2008: Crazy (single)
- 2009: Waiting Like a Dog (single)
- 2009: Stay Alive (single)
- 2009: The Brighter Story (single)
- 2009: The Brighter Story (album)
- 2017: Nothing Could Stop Us (single)
- 2017: Hop on the Rhythm (single)
- 2017: Drawing a Line (album)
- 2021: Limbo Terminal (album)
- 2023: Artifical Messiah™ (album)